# أنجيزا شاهيني
أنجيزا شاهيني (بالألبانية: Anjeza Shahini) هي مغنية ألبانية ولدت في يوم 4 مايو 1987 في مدينة تيرانا عاصمة ألبانيا. بدأت الغناء في سنة 2003. مثلت ألبانيا في مسابقة الأغنية الأوروبية سنة 2004 في تركيا بأغنية The Image of You ووصلت إلى المراحل الأخيرة.